# ジェネラス
ジェネラス (Generous) とは、アイルランド産のサラブレッドの競走馬。種牡馬カーリアンの代表産駒の1頭である。1991年のダービーステークスとアイリッシュダービー、キングジョージ6世&クイーンエリザベスダイヤモンドステークスを制した。近親にトリプティク、半弟にオースミタイクーンがいる。

## 戦歴
2歳5月にデビュー。2歳時はチャンピオン決定戦デューハーストステークスを単勝51倍の人気薄ながら優勝したのをはじめとして6戦3勝の成績を残した。明け3歳では、緒戦のイギリス2000ギニーでミスティコの4着に敗れるが、イギリスダービーを5馬身差で快勝。ここからジェネラスの本領が発揮される。アイリッシュダービーではフランスダービー馬スワーヴダンサーとの頂上対決を制し、史上11頭目のイギリス・アイルランド両ダービー優勝馬となった。キングジョージ6世&クイーンエリザベスダイヤモンドステークスは単勝1.7倍の1番人気で迎え、前年のフランスダービー馬サングラモアに対し当時の同競走史上最高着差となる7馬身差で圧勝した。この圧倒的な強さから凱旋門賞では1番人気となったが、ハイペースにのまれてしまいスワーヴダンサーに雪辱を許すどころか8着の完敗であった。この競走後にウイルスに感染していることが判明、競走馬生活を引退した。1991年のヨーロッパ・クラシフィケーション（現ワールド・サラブレッド・レースホース・ランキング）はジェネラスに139ポンドを与えた。これはパントレセレブルと並ぶ1990年代での最高値である。

### 競走成績
| 出走日     | 競馬場           | 競走名                | 格 | 距離     | 着順 | 騎手       | 着差      | 1着（2着）馬         |
| ---------- | ---------------- | --------------------- | -- | -------- | ---- | ---------- | --------- | -------------------- |
| 1990.05.02 | アスコット       | ガーターSG            |    | 芝5f     | 1着  | R.クィン   | 1/2馬身   | (Les Animaux Nuages) |
| 0000.06.19 | アスコット       | コヴェントリーS       | G3 | 芝6f     | 2着  | W.カーソン | 2馬身     | Mac's Imp            |
| 0000.08.02 | グッドウッド     | シャンペンS           | G3 | 芝7f     | 3着  | R.クィン   | 4 1/2馬身 | Mukaddamah           |
| 0000.08.19 | ドーヴィル       | モルニ賞              | G1 | 芝1200m  | 10着 | R.クィン   | 13馬身    | Hector Protector     |
| 0000.09.18 | サンダウン       | リファランスポインタS |    | 芝8f     | 1着  | R.クィン   | 1 1/2馬身 | (Rahdari)            |
| 0000.10.19 | ニューマーケット | デューハーストS       | G1 | 芝7f     | 1着  | R.クィン   | 3/4馬身   | (Bog Trotter)        |
| 1991.05.04 | ニューマーケット | 英2000ギニーS         | G1 | 芝8f     | 4着  | R.クィン   | 18馬身    | Mystiko              |
| 0000.06.05 | エプソム         | 英ダービー            | G1 | 芝12f10y | 1着  | A.ムンロ   | 5馬身     | (Marju)              |
| 0000.06.30 | カラ             | 愛ダービー            | G1 | 芝12f    | 1着  | A.ムンロ   | 3馬身     | (Suave Dancer)       |
| 0000.07.27 | アスコット       | キングジョージ6世&QES | G1 | 芝12f    | 1着  | A.ムンロ   | 7馬身     | (Sanglamore)         |
| 0000.10.06 | ロンシャン       | 凱旋門賞              | G1 | 芝2400m  | 8着  | A.ムンロ   | 9馬身     | Suave Dancer         |

## 引退後
引退後は、1995年までイギリスにあるバンステッドマナースタッドで供用されたあと、1996年に日本中央競馬会 (JRA) によって12億円で購入され日本で供用された。1999年と2000年はシャトル種牡馬としてニュージーランドに貸し出されたが、2001年に移籍した。
2013年1月15日に死亡した。25歳没。

### おもな産駒
- 1996年産
  - カテラ (Catella) （2000年アラルポカル）
- 1997年産
  - ヤマノジェネラス（2001年瑞穂賞）
- 2000年産
  - エリモハリアー（2005年 - 2007年函館記念3連覇）
  - カズノキング（2003年肥後菊賞）
- 2001年産
  - プリンセスラン（2003年九州ジュニアチャンピオン、2004年ル・プランタン賞）
  - アイチャンルック（2004年ロジータ記念）
  - ロイヤルアタック（2004年北日本新聞杯）
- 2002年産
  - ユメロマン（北海道静内農業高等学校生産。高校で生産された馬がJRAで勝ち星をあげたことで話題になった）
  - ミラージェネス（2005年駿蹄賞、新緑賞、 サラ・クイーンカップ、2004年ライデンリーダー記念、ジュニアクラウン）
- 2004年産
  - ミスティックリップス (Mystic Lips) （ディアナ賞）

### ブルードメアサイアーとしてのおもな産駒
- 1998年産
  - ゴーラン (Golan) （2001年2000ギニー、2002年キングジョージ6世&クイーンエリザベスステークス）
- 2004年産
  - アルシェマーリ (Al Shemali) （2010年ドバイデューティーフリー）
- 2003年産
  - アドマイヤスバル （2009年白山大賞典）
  - チヨノドラゴン（2006年東海クイーンカップ、サラブレッド大賞典、2007年白銀争覇、兵庫牝馬特別）
- 2005年産
  - ラプレ（2010年星雲賞）
  - リフレックス（2011年赤レンガ記念、瑞穂賞）
- 2007年産
  - ライオンテイマー（Lion Tamer）（2010年ヴィクトリアダービー、2011年アンダーウッドステークス）
  - ガルボ （2010年シンザン記念、2012年東京新聞杯、ダービー卿チャレンジトロフィー、2014年函館スプリントステークス）
  - トウショウセレクト（2015年金沢スプリントカップ）
- 2008年産
  - ナーレイン（Nahrain）（2011年オペラ賞、2012年フラワーボウルステークス）
  - コンプリート（2013年赤松杯）
  - イーグルカザン（2017年赤松杯、すずらん賞、白嶺賞）
- 2010年産
  - セトノプロミス（2017年二十四万石賞、2018年黒潮スプリンターズカップ、2018年御厨人窟賞）[3]
- 2012年産
  - ブラックムーン（2018年京都金杯）
- 2015年産
  - シオジスター（2017年金沢プリンセスカップ）
- 2017年産
  - ハギノアレグリアス（2023年名古屋大賞典、シリウスステークス）[4]

## 血統表
| ジェネラスの血統（ニジンスキー系 / Nearco5×5×5=9.38%） | ジェネラスの血統（ニジンスキー系 / Nearco5×5×5=9.38%） | ジェネラスの血統（ニジンスキー系 / Nearco5×5×5=9.38%） | （血統表の出典）  | （血統表の出典） |
| 父 Caerleon 1980 鹿毛                                  | 父の父Nijinsky 1967 鹿毛                               | Northern Dancer                                        | Nearctic          | Nearctic         |
| 父 Caerleon 1980 鹿毛                                  | 父の父Nijinsky 1967 鹿毛                               | Northern Dancer                                        | Natalma           |                  |
| 父 Caerleon 1980 鹿毛                                  | 父の父Nijinsky 1967 鹿毛                               | Flaming Page                                           | Bull Page         | Bull Page        |
| 父 Caerleon 1980 鹿毛                                  | 父の父Nijinsky 1967 鹿毛                               | Flaming Page                                           | Flaring Top       |                  |
| 父 Caerleon 1980 鹿毛                                  | 父の母Foreseer 1969 黒鹿毛                             | Round Table                                            | Princequillo      | Princequillo     |
| 父 Caerleon 1980 鹿毛                                  | 父の母Foreseer 1969 黒鹿毛                             | Round Table                                            | Knight's Daughter |                  |
| 父 Caerleon 1980 鹿毛                                  | 父の母Foreseer 1969 黒鹿毛                             | Regal Gleam                                            | Hail to Reason    | Hail to Reason   |
| 父 Caerleon 1980 鹿毛                                  | 父の母Foreseer 1969 黒鹿毛                             | Regal Gleam                                            | Miz Carol         |                  |
| 母 Doff the Derby 1981 鹿毛                            | 母の父Master Derby 1961 栗毛                           | *ダストコマンダー Dust Commander                       | Bold Commander    | Bold Commander   |
| 母 Doff the Derby 1981 鹿毛                            | 母の父Master Derby 1961 栗毛                           | *ダストコマンダー Dust Commander                       | Dust Storm        |                  |
| 母 Doff the Derby 1981 鹿毛                            | 母の父Master Derby 1961 栗毛                           | Madam Jerry                                            | Royal Coinage     | Royal Coinage    |
| 母 Doff the Derby 1981 鹿毛                            | 母の父Master Derby 1961 栗毛                           | Madam Jerry                                            | Our Kretchen      |                  |
| 母 Doff the Derby 1981 鹿毛                            | 母の母Margarethen 1962 鹿毛                            | Tulyar                                                 | Tehran            | Tehran           |
| 母 Doff the Derby 1981 鹿毛                            | 母の母Margarethen 1962 鹿毛                            | Tulyar                                                 | Neocracy          |                  |
| 母 Doff the Derby 1981 鹿毛                            | 母の母Margarethen 1962 鹿毛                            | Russ-Marie                                             | Nasrullah         | Nasrullah        |
| 母 Doff the Derby 1981 鹿毛                            | 母の母Margarethen 1962 鹿毛                            | Russ-Marie                                             | Marguery F-No.4-n |                  |